# Хаймеранплац (станция метро)
«Хаймеранплац» (нем. Heimeranplatz) — станция Мюнхенского метрополитена, расположенная на линии  и  между станциями «Вестендштрассе» и «Шванталерхёэ». Станция находится в районе Шванталерхёэ (нем. Schwanthalerhöhe). Имеет пересадку на одноименную станцию городской электрички.

## История
Открыта 10 марта 1984 года в составе участка «Вестендштрассе» — «Карлсплац (Штахус)». Станция названа в честь Хаймеран фон Штраубинг, который руководил в 1470-78 годах строительством крыши Фрауэнкирхе.

## Архитектура и оформление
Двухпролётная колонная станция мелкого заложения. Колонны прямоугольного сечения с округленными краями из стали, отделаны бежево-коричневым кафелем. Потолок оснащен перпендикулярными к направлению движения белыми планками. Путевые стены облицованы продолговатыми коричневыми металлическими панелями. Имеет два выхода по обоим концам платформы. Примерно на высоте человеческого роста по всей путевой стене проходит жёлтая полоса. В восточном торце платформы расположен лифт.

## Таблица времени прохождения первого и последнего поезда через станцию

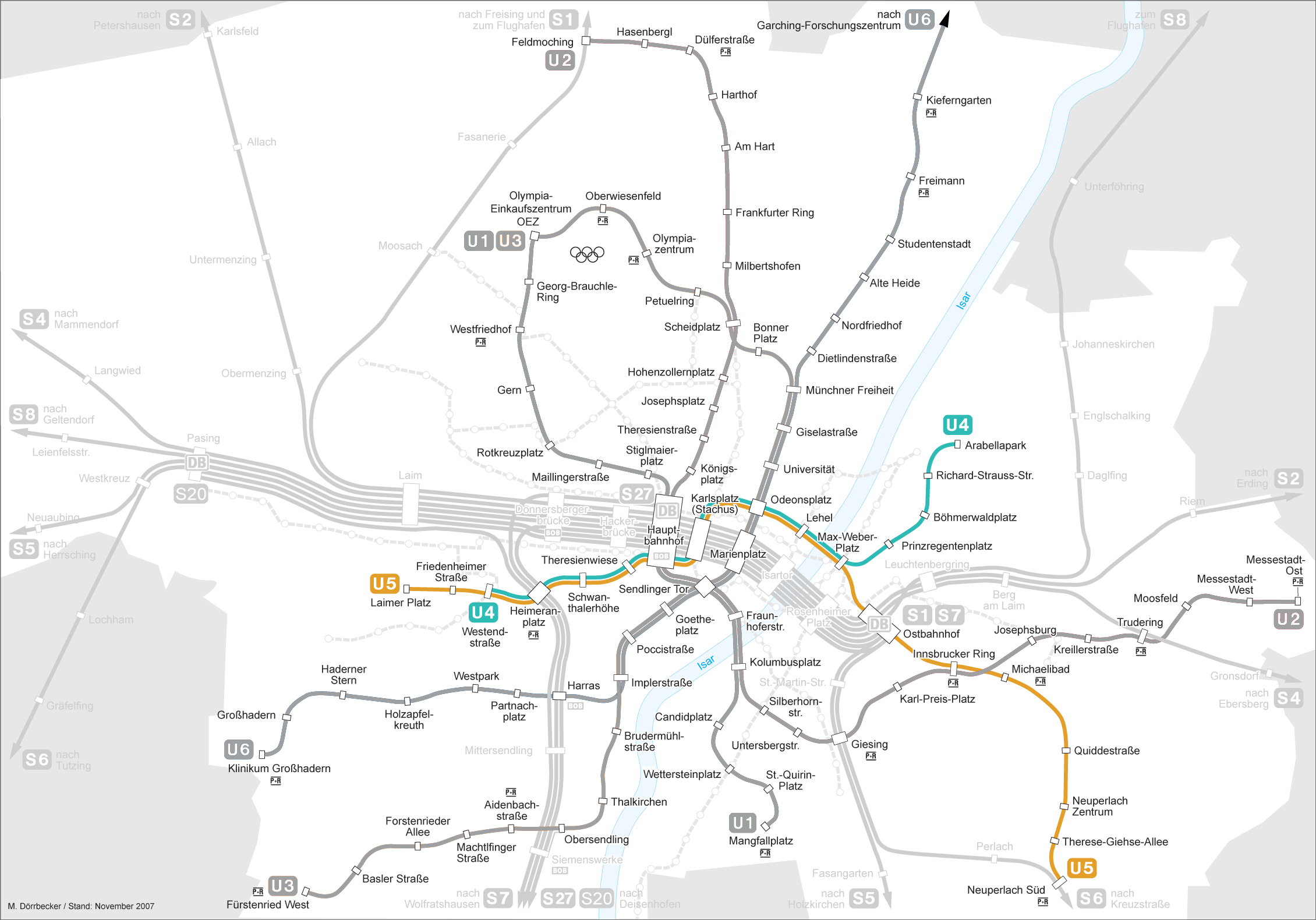
Сеть линий и мюнхенского метро

|                                    | Воскресенье — Четверг (ч:мм) | Пятница — Суббота (ч:мм) |
|                                    | первый                       |                          |
| последний                          |                              |                          |
| В сторону станции «Вестендштрассе» | 4:39                         | 4:39                     |
| В сторону станции «Вестендштрассе» | 1:21                         | 2:21                     |
| В сторону станции «Шванталерхёэ»   | 4:25                         | 4:25                     |
| В сторону станции «Шванталерхёэ»   | 1:07                         | 2:07                     |

## Пересадки
Проходят автобусы следующих линий: 62, 131, 133 и ночные N43 и N44. Так же есть переход на одноименную станцию городской электрички, через которую проходят линии S7, S20 и S27. Есть перехватывающая парковка на 310 мест.
| Предыдущая станция | Расстояние | Линия | Расстояние | Следующая станция |
| ------------------ | ---------- | ----- | ---------- | ----------------- |
| Вестендштрассе     | 806 м      |       | 671 м      | Шванталерхёэ      |
| Вестендштрассе     | 806 м      |       | 671 м      | Шванталерхёэ      |